# Minh Thành Tổ
Minh Thành Tổ (chữ Hán: 明成祖, 1360 – 1424), ban đầu truy tôn là Minh Thái Tông (明太宗), là hoàng đế thứ ba của nhà Minh, tại vị từ năm 1402 đến năm 1424. Ông chỉ dùng niên hiệu Vĩnh Lạc (永樂), nên còn được gọi là Vĩnh Lạc Đế (永樂帝). Ông được coi là hoàng đế kiệt xuất nhất nhà Minh, và là một trong các hoàng đế kiệt xuất nhất lịch sử Trung Quốc, được xưng tụng là Vĩnh Lạc đại đế (永樂大帝). Thời kỳ của ông được ca ngợi là Vĩnh Lạc thịnh thế (永樂盛世), đưa Đại Minh vươn tới đỉnh cao quyền lực.

## Thiếu thời

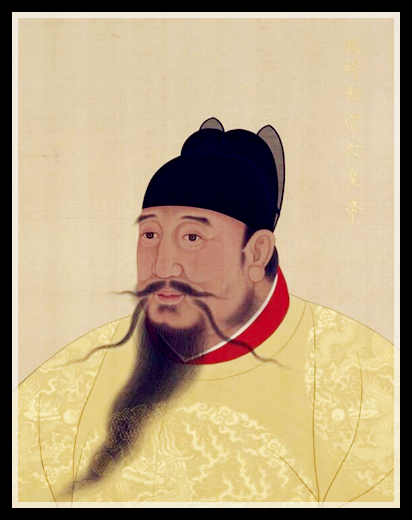
Minh Thành Tổ Chu Đệ

Minh Thành Tổ tên thật là Chu Đệ (朱棣), sinh ngày 2/5/1360 tại phủ Ứng Thiên, là con trai thứ tư của Minh Thái Tổ Chu Nguyên Chương, mẹ là Hiếu Từ Cao hoàng hậu Mã thị (có thuyết ghi là Cống phi người Triều Tiên). Chu Đệ trở thành hoàng tử nhà Minh khi cha ông xưng đế vào năm 1368. Năm 1370, ông được phong tước Yên vương, cai quản Bắc Bình.
Sau khi lên ngôi, Thái Tổ giao vùng biên ải cho các hoàng tử, trở thành các phiên vương, có quân đội riêng, nhưng không được tùy ý xây dựng. Các vương phía nam có địa thế và tài nguyên thuận lợi, dễ sinh ý phản, nên quân đội không được quá 2 vạn người. Nhưng các vương phía bắc, bao gồm cả Chu Đệ, vì phải thường xuyên đối đầu với người Mông Cổ, nên được phép xây dựng quân đội càng hùng hậu càng tốt. Đây chính là điều kiện thuận lợi để Chu Đệ xây dựng thế lực của riêng mình.
Chu Đệ với tài năng của mình, cùng với cha vợ là khai quốc công thần Từ Đạt, đưa Bắc Bình phát triển về mọi mặt và trở thành căn cứ quân sự chính ở phía bắc để đối phó quân Mông Cổ. Tuy vậy, các chiến thắng của quân Minh ở phía bắc thời Hồng Vũ không phải công lao của Chu Đệ, mà là của Lam Ngọc - một trong các khai quốc công thần, cánh tay phải của Thái tử Chu Tiêu, nhưng do kiêu ngạo, coi thường vương pháp nên Thái Tổ có ý trừ khử. Chu Đệ biết ý phụ hoàng nên gài bẫy, vu cáo Lam Ngọc mưu phản. Thái Tổ liền tru di cửu tộc nhà Lam Ngọc. Cái chết của Lam Ngọc không chỉ khiến Chu Tiêu mất một trợ thủ đắc lực, mà còn khiến Chu Đệ ngày càng lớn mạnh, khi trong triều không còn võ tướng nào so được với ông.
Năm 1392, Chu Tiêu qua đời, khiến Thái Tổ rất đau đầu trong việc chọn người kế vị. Chu Đệ thấy cơ hội tới, thường xuyên tới vấn an phụ hoàng, giúp tình cảm cha con ngày càng bền chặt. Nhưng Chu Đệ dù tài giỏi, uy tín trong triều đến đâu, hiếu kính với phụ hoàng đến đâu, cũng không thể thay đổi chấp niệm "trưởng tử" trong lòng Thái Tổ, khi ông lập cháu đích tôn Chu Doãn Văn, con trai thứ của Chu Tiêu làm Hoàng Thái tôn, không mảy may quan tâm đến Chu Đệ.
Năm 1398, Minh Thái Tổ qua đời và Chu Doãn Văn lên kế vị, tức Minh Huệ Đế. Vừa lên ngôi, Huệ Đế cấm tất cả phiên vương, tức các chú của mình tham dự lễ tang Thái Tổ, kể cả Chu Đệ. Ông bị chặn tại Hoài An, còn 3 cậu con trai đi theo ông được giữ lại để thủ hiếu thay cha, thực chất là bị giam lỏng. Chu Đệ quay về trong nhục nhã, hét lên trong đau đớn: "Cùng là cốt nhục ruột thịt, sao lại làm nhục ta quá vậy?".

## Đoạt vị, giành ngôi

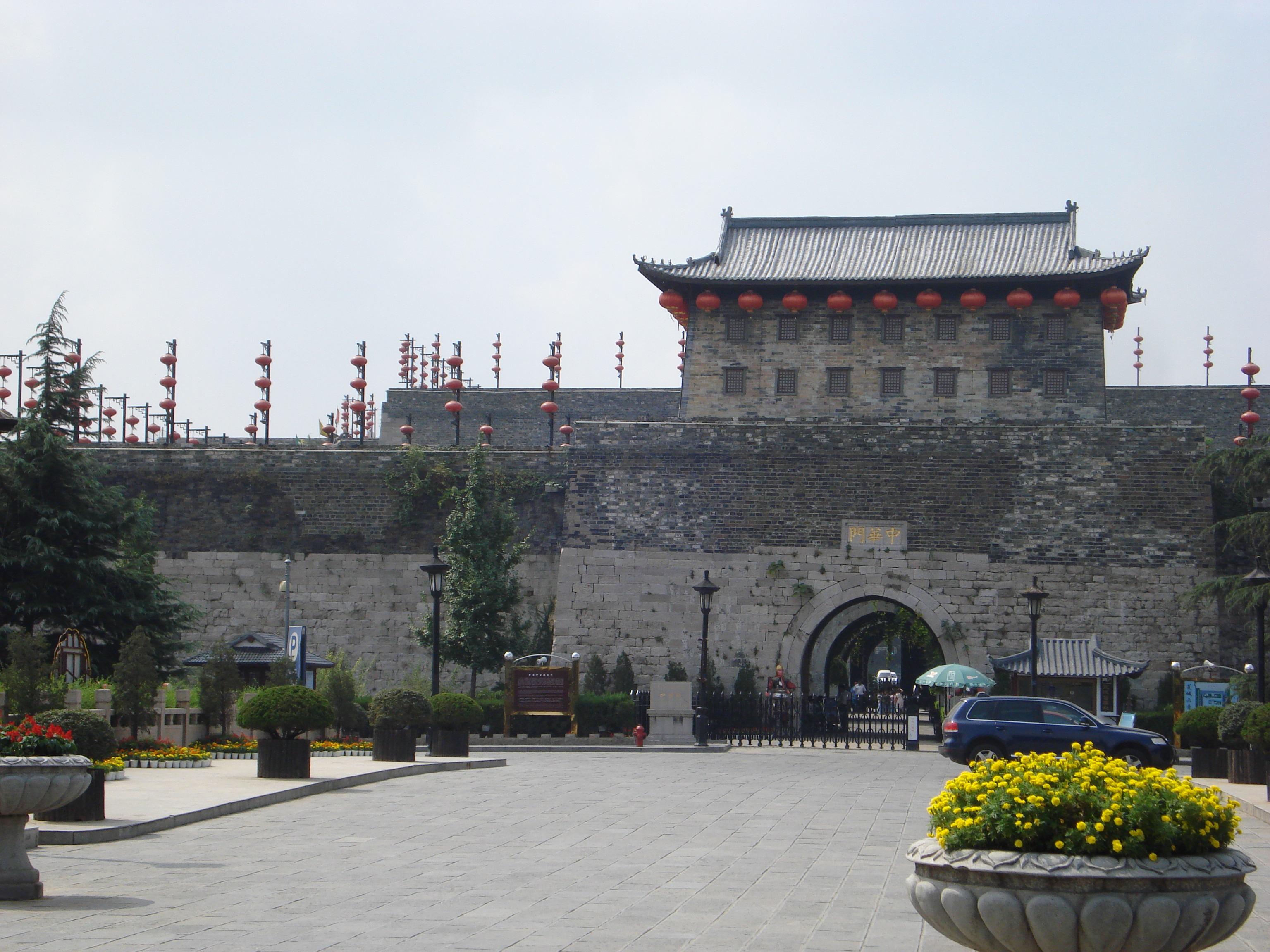
Cổng thành Nam Kinh

### Mở màn Tĩnh Nan chi biến
Huệ Đế sau khi lên ngôi bắt đầu lo ngại thế lực phiên vương nên tiến hành "triệt phiên", tước bỏ binh quyền và quốc hữu hóa quân đội địa phương của các chú (nhưng một số thế lực đối địch tuyên truyền thành tước bỏ tước vị và đất phong gây ra xung đột), nhưng lại khiến nhiều phiên vương, người bị giam lỏng ở kinh thành, người bị giáng làm thứ dân, thậm chí bị xử tử. Chu Đệ lúc đó là phiên vương lớn mạnh nhất, hiểu rằng sớm muộn cũng bị để mắt tới, nên ngay khi về đến Bắc Bình, ông lập tức giả điên để đánh lừa tai mắt của hoàng đế. Quan lại dưới trướng ông cũng thường xuyên về Nam Kinh tiến cống và vấn an, khiến Huệ Đế buông lỏng đề phòng. Lâu dần, Huệ Đế cũng tin tứ hoàng thúc của mình bị điên thật, nên cho phép ba người con trai của Chu Đệ trở về Bắc Bình. Khi các con đã an toàn, Chu Đệ quyết định hành động, nhưng kế hoạch bị bại lộ. Huệ Đế hạ lệnh bắt Chu Đệ về kinh xử tội. Chu Đệ biết tin, giết chết toàn bộ quan lại của Huệ Đế, đồng thời làm chủ Bắc Bình. Quân triều đình đến nơi, ông cho quân tràn ra ngoài thành, diệt gọn quân triều đình. Ngay sau đó, Chu Đệ lấy lý do "Cứu vua cháu khỏi sự thao túng của bọn quan lại tiếm quyền", tuyên bố khởi binh.

### Triều đình bắc phạt
Hay tin Chu Đệ động binh, Huệ Đế lập tức hạ chỉ, phế bỏ tước vị của Chu Đệ, khép vào tội phản nghịch và điều quân đi đánh dẹp. Nhưng các tướng giỏi đã bị Thái Tổ sát hại gần hết, Huệ Đế đành gọi lại lão tướng Cảnh Bỉnh Văn đã 65 tuổi làm chủ soái, dẫn 13 vạn quân bắc tiến. Ngày 25/8, Chu Đệ bất ngờ tập kích và đánh bại Cảnh Tinh Văn. Hơn 3,000 người đầu hàng Chu Đệ, số còn lại chạy về Chân Định.
Huệ Đế hay tin thua trận thì rất sợ hãi. Hoàng Tử Trừng tiến cử Tào quốc công Lý Cảnh Long, cháu ngoại Thái Tổ làm chủ tướng và được chấp thuận, dẫn 50 vạn quân tiến đến Hà Giản. Lúc này quân triều đình ở Liêu Đông tấn công Vĩnh Bình, nhưng Chu Đệ đã đẩy lui kịp thời. Tiếp đà chiến thắng, quân Yên tiến đến Đại Ninh, khuất phục Ninh vương Chu Quyền - con trai thứ 17 của Thái Tổ, phiên vương lớn mạnh chỉ sau Chu Đệ. Lý Cảnh Long nghe tin Chu Đệ đang ở Liêu Đông liền tấn công Bắc Bình, nhưng Chu Đệ quay về cứu kịp thời và đánh bại Lý Cảnh Long vào tháng 11.
Tháng 4/1400, Lý Cảnh Long dẫn 60 vạn quân một lần nữa bắc tiến, phục kích khiến quân Yên thua chạy. Hôm sau, quân triều đình lại tấn công, Chu Đệ chống trả bằng cách đánh vào trung quân của Lý Cảnh Long với sự hỗ trợ từ quân cứu viện của con trưởng Chu Cao Sí, và đã đánh bại quân triều đình. Hơn 10 vạn người đầu hàng Chu Đệ, Lý Cảnh Long phải chạy về Đức Châu. Quân Yên đánh hạ Đức Châu, Lý Cảnh Long chạy về Tế Nam. Quân Yên đuổi theo bao vây Tế Nam, Lý Cảnh Long phải chạy về Nam Kinh.
Một quan viên của Huệ Đế hiến kế ly gián, sai sứ đút lót vàng bạc cho Chu Cao Sí, với lời hứa nếu giao nộp Bắc Bình sẽ được giữ lại tước vị Yên vương và được thế tập về sau. Biết cha đa nghi, Cao Sí cho bắt sứ giả và đem cả người lẫn vật giao cho Chu Đệ ngoài tiền tuyến. Chu Đệ cho chém sứ giả, lại thưởng số vàng bạc đó cho Cao Sí để động viên. Chu Đệ còn cho người tung tin mình là con đẻ của Mã Hoàng hậu, được Thái Tổ chọn làm người kế vị nhưng đã bị Chu Tiêu và những kẻ ủng hộ cản trở.

### Công phá kinh thành
Chu Đệ sau đó thay đổi chiến lược quân sự. Nhờ tin tình báo từ các tướng lĩnh và hoạn quan bị Huệ Đế ngược đãi, Chu Đệ tấn công vào các kho lương dọc Đại Vận Hà, trong khi tránh giao tranh trực tiếp với quân triều đình. Năm 1402, quân Yên cướp phá Từ Châu, Tô Châu, Dương Châu rồi đánh xuống bờ nam sông Dương Tử. Ngày 13/7, Lý Cảnh Long và Cốc vương Chu Huệ mở cổng thành Nam Kinh đầu hàng. Trong lúc hỗn loạn, cung điện bốc cháy, Chu Đệ tìm thấy ba xác chết cháy không còn nhận dạng được, cho rằng Huệ Đế đã tự sát cùng hoàng hậu và Thái tử (có thuyết cho rằng xác chết là giả, còn Huệ Đế đã bỏ trốn bằng đường hầm và mai danh ẩn tích). Bốn ngày sau, sau khi dọn dẹp cung điện và thanh trừng quan viên của Huệ Đế, Chu Đệ đến viếng lăng mộ Thái Tổ rồi lên ngôi Hoàng đế, tức Minh Thành Tổ, lấy niên hiệu Vĩnh Lạc.

### Thanh trừng
Sau khi lên ngôi, Chu Đệ tiến hành hợp pháp hóa việc lên ngôi bằng việc sửa lại toàn bộ ghi chép lịch sử, xóa bỏ thời gian trị vì của Huệ Đế, chứng minh bản thân là con đẻ của Mã Hoàng hậu được Thái Tổ có ý truyền ngôi nhưng bị các quan lại thân tín của Chu Tiêu cản trở. Toàn bộ quan viên trung thành với Huệ Đế, người tự sát, người bị tru di, người bị lưu đày. Tổng cộng gần 2 vạn người phải bỏ mạng. Người anh cả đã mất của Chu Đệ là Chu Tiêu, vốn được Huệ Đế truy tôn làm hoàng đế cũng bị giáng xuống làm Ý Văn Thái tử.

#### "Tru di thập tộc" Phương Hiếu Nhụ
Thảm án "giết mười họ" Phương Hiếu Nhụ vẫn được nhắc tới như bi kịch gia tộc đẫm máu nhất lịch sử Trung Quốc, cũng là một trong những sự việc khiến Minh Thành Tổ bị hậu thế đánh giá là "tàn bạo", "hám sát".
Phương Hiếu Nhụ là bậc đại nho đương thời. Khi Nam Kinh bị công phá, Chu Đệ sau khi sai người dập tắt lửa trong cung, triệu Phương Hiếu Nhụ đến soạn chiếu thư để mình kế vị. Phương Hiếu Nhụ là trung thần của Huệ Đế, mặc đồ tang bước vào điện, không thi lễ mà chỉ đứng khóc. Chu Đệ nói rằng: "Ta cũng là noi gương Chu Công phù trợ Thành vương mà thôi". Phương Hiếu Nhụ ngừng khóc hỏi Thành vương ở đâu, Chu Đệ nói bị lửa thiêu chết rồi. Phương Hiếu Nhụ lại hỏi: "Thế sao không lập con của Thành Vương?". Chu Đệ đáp: "Nhà nước cần một ông vua đứng tuổi". Phương Hiếu Nhụ quát lên: "Thế sao không lập em của Thành Vương?".
Chu Đệ không biết đối đáp ra sao, đành nói rằng: "Đó là việc nhà ta, tiên sinh hà tất phải hao tâm tốn sức ". Người hầu đem giấy bút ra, Chu Đệ nói rằng: "Viết chiếu thư, ngoài tiên sinh không có người nào khác". Phương Hiếu Nhụ giật lấy giấy bút, viết lên 4 chữ "Yên tặc soán ngôi", vừa khóc vừa nói rằng: "Chết thì thôi, đừng hòng mong ta viết chiếu thư ". Chu Đệ quát lên: "Ta không để ngươi chết ngay được, chẳng lẽ ngươi không sợ bị tru di cửu tộc sao?". Phương Hiếu Nhụ cũng gân cổ lên: " Kể cả tru di thập tộc cũng đã làm gì được ta nào".
Chu Đệ liền ra lệnh dùng dao to cắt môi của Phương Hiếu Nhụ. Sau đó lại sai bắt gia quyến cửu tộc, thêm cả học trò của Phương Hiếu Nhụ là "thập tộc", cả thảy 873 người bị lôi đến chém ngay trước mặt Phương Hiếu Nhụ. Ông cố ghìm nước mắt, sau đó bị lôi ra xử lăng trì ở ngoài Tụ Bảo Môn.
Nhưng giới chuyên gia nhận định rằng, ngay đến bộ sử bị đánh giá là "bôi đen" Minh triều như "Minh sử" cũng không hề nhắc đến sự kiện này. Giai thoại ấy chỉ xuất hiện trong dã sử do Chúc Chi Sơn biên soạn và được hậu thế lưu truyền nhiều đến mức... ai cũng tin là thật!

#### Các đại thần khác của Minh Huệ Đế
Thiết Huyền là Binh bộ thượng thư bị giải vào điện, đứng quay lưng ở dưới đến lúc chết cũng không nhìn Chu Đệ. Chu Đệ sai cắt mũi và tai Thiết Huyền, nấu chín rồi nhét vào miệng ông hỏi rằng: "Thịt có ngọt không?". Thiết Huyền đáp: "Thịt của trung thần hiếu tử sao lại không ngọt". Chu Đệ lại ra lệnh cắt mạch cổ tay ông, Thiết Huyền chửi rủa mãi cho đến chết. Chu Đệ lại bắt cả cha mẹ Thiết Huyền đã ngoài 80 tuổi phát vãng đi Hải Nam làm khổ dịch, giết hai đứa con mới hơn 10 tuổi của ông, đồng thời đưa vợ và hai con gái ông giao cho nhà chứa để đàn ông mặc sức chà đạp.
Tề Thái, Hoàng Tử Trừng bị xử lăng trì và Tru di tam tộc.
Đại Lý Tự khanh Lưu Đoan đã bỏ trốn rồi cũng bị bắt. Chu Đệ hỏi: "Phương Hiếu Nhụ là người thế nào ?". Lưu Đoan đáp: "Là trung thần". Chu Đệ lại hỏi: "Còn ông bỏ trốn có coi là trung thần không?" Lưu Đoan lại đáp: "Tôi cũng muốn để sau này báo thù mà thôi". Chu Đệ sai cắt mũi và tai Lưu Đoan rồi hỏi: "Giờ ông mặt mũi thế này còn là người nữa không?". Lưu Đoan đáp: "Trung thần hiếu tử, xuống âm phủ vẫn còn mặt mũi gặp Thái tổ hoàng đế". Chu Đệ nổi cơn thịnh nộ, liền vung gậy đập chết Lưu Đoan.
Chu Đệ cả thảy đã giết hơn 10 nghìn đại thần của Huệ Đế cùng gia quyến. 22 năm sau, khi  Minh Nhân Tông lên nối ngôi, mới hạ chiếu phế bỏ kiếp nô lệ cho gia quyến của các trung thần triều đại Kiến Văn.

#### Thảm án ni cô
Theo "Minh sử", tháng 2 năm Vĩnh Lạc thứ 18 (1420), Đường Trại Nhi quy tập mấy ngàn giáo đồ Bạch Liên giáo, khởi nghĩa vũ trang chống lại triều đình, dấy lên phong trào khởi nghĩa nông dân ở Sơn Đông, nhưng quy mô nhỏ, thời gian tồn tại ngắn, nên không gây nhiều tác động với giai cấp cầm quyền, thậm chí không được ghi lại trong sách giáo khoa ngày nay.
Tuy nhiên, lúc bấy giờ, Chu Đệ lại "vô cùng khiếp sợ", chẳng những phái 5000 quân tinh nhuệ, còn huy động quân kháng Oa (chống hải tặc Nhật Bản) ở duyên hải Sơn Đông để trấn áp. Dưới sự đàn áp của triều đình, khởi nghĩa chỉ duy trì chưa đầy 3 tháng. Nhưng sự biến mất bí ẩn của Đường Trại Nhi lại tiếp tục trở thành nguyên nhân của "thảm án ni cô" sau đó.
Để tiêu trừ thù hận, cũng để "diệt cỏ tận gốc", Chu Đệ quyết định "giết một người để răn trăm người", hạ lệnh truy nã Đường Trại Nhi, điều tra bách tính, dân thường trên phạm vi rộng lớn. Tuy nhiên, tung tích của Đường Trại Nhi vẫn "lặng tăm" một cách bí ẩn.
Lúc bấy giờ, có người tố giác với Chu Đệ: chỉ kẻ trốn vào Phật môn mới có thể trốn tránh được quan quân triều đình! Hơn nữa, khi phất cờ khởi nghĩa, Đường Trại Nhi từng tự xưng là "Phật mẫu", khiến Chu Đệ càng tin vị nữ hiệp này có liên quan tới cửa Phật.
Năm Vĩnh Lạc thứ 18 (1420), Thành Tổ đột nhiên hạ lệnh bắt tất cả các ni cô và nữ đạo sĩ ở Sơn Đông về kinh thấm vấn, xác minh thân phận. Mặc dù là trên danh nghĩa "thẩm vấn", triều đình lại nhiều lần lạm dụng nhục hình, thậm chí còn bắt tay với tầng lớp hòa thượng để đẩy những phụ nữ xuất gia vào cảnh "sống không bằng chết".
Tháng 7, Thành Tổ phong Đoàn Minh làm Tả tham chính Sơn Đông, tiếp tục truy tìm Đường Trại Nhi. Để lập công, Đoàn Minh mở rộng phạm vi điều tra cả nước, liên lụy mấy vạn phụ nữ xuất gia, tu hành. Sự kiện này đã từng được ghi lại trong "Minh sử": "Tháng hai năm Vĩnh Lạc thứ 18, Đường Trại Nhi người Sơn Đông làm phản nhưng không bắt được, triều đình liền bắt giữ hàng vạn phụ nữ xuất gia."
Tới khi nhắm mắt xuôi tay, Chu Đệ vẫn chưa thể bắt giữ Đường Trại Nhi. Minh triều thấy hành động tróc nã này quá mất lòng dân nên dừng lại. Tuy vậy, "thảm án ni cô" đã gây nên bi kịch cho hàng vạn ni cô, đạo sĩ, thậm chí tước đi sinh mạng hơn 1000 người. Đây được xem là "vụ án ni cô" chấn động nhất trong lịch sử Trung Quốc, phá vỡ sự thanh tịnh của Phật giáo đã được duy trì cả ngàn năm tại nước này.

## Chính sách đối nội
Giống với phụ hoàng Minh Thái Tổ,Minh Thành Tổ là một hoàng đế chăm chỉ và nghiêm khắc. Ông không đắm mình vào xa hoa chốn cung đình mà luôn thể hiện là người năng động và táo bạo.

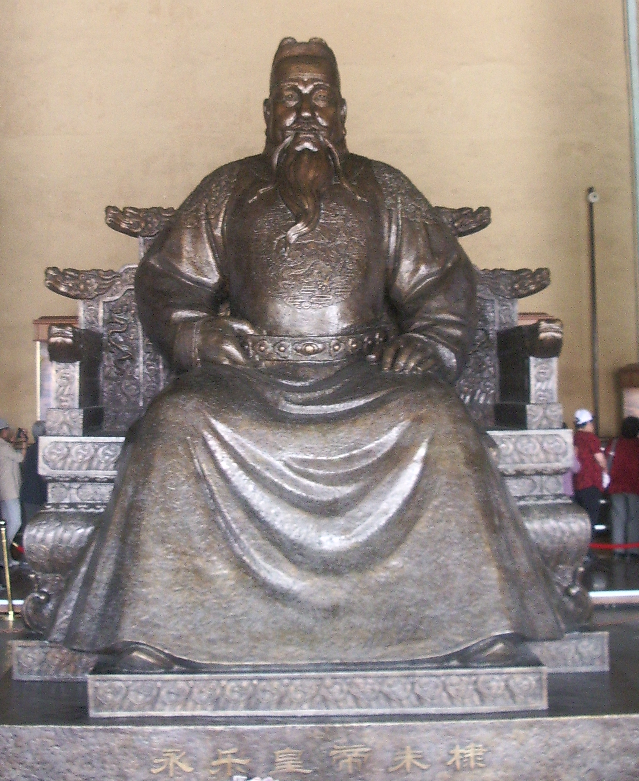
Tượng đồng Minh Thành Tổ, bản sao bức tượng đá gốc đã bị phá hủy trong Cách mạng Văn hóa.

### Lại trị
Sau khi tàn sát quan lại của Minh Huệ Đế, chính quyền trung ương thiếu sót rất nhiều vị trí. Nên ngay khi lên ngôi, Thành Tổ cho mở ân khoa tuyển chọn sĩ tử để lấp các chỗ trống, nhưng vẫn rất khắt khe với nạn gian lận. Ông còn cải cách khoa cử để thu hút tầng lớp trí thức ra làm quan. Dù là người độc đoán, Thành Tổ cũng chứng tỏ mình là người sáng suốt và khôn ngoan khi tiếp thu có chọn lọc ý kiến của các cố vấn. Thành Tổ còn là một vị vua nghiêm khắc với quan lại tham nhũng, trừng phạt họ giống phụ hoàng Thái Tổ. Quan viên tham ô 60 lượng bạc thì chém đầu, nhiều hơn thì lột da.
Để giúp việc cho mình, Thành Tổ thành lập Nội các, tập hợp các đại thần thân tín với người đứng đầu được gọi là Thủ phụ, giúp ông quản lý Lục bộ và các sự kiện quan trọng. Tuy nhiên, khi các hoàng đế đời sau sa vào hưởng lạc, không quan tâm triều chính, không còn khống chế được Nội các, thì người đứng đầu Nội các mới là người thực sự nắm quyền như Nghiêm Tung hay lấn át cả hoàng đế như Trương Cư Chính. Đây là một trong những điều dẫn đến sự suy vong của nhà Minh.

### Kinh tế
Sau 4 năm chiến tranh, đất nước phải hứng chịu hậu quả nặng nề: nhân khẩu giảm mạnh, làng mạc ruộng đồng bị phá hủy. Thành Tổ sau khi lên ngôi có những kế hoạch lâu dài nhằm tăng cường và ổn định kinh tế, nhưng trước hết phải loại bỏ những kẻ bất đồng. Ông tạo ra hệ thống kiểm duyệt phức tạp, cách chức tham quan tung tin đồn bất lợi. Sau đó, ông cho thu hồi đất đai để phát lại cho dân nghèo đã mất đất trong chiến tranh, giảm thuế ở các vùng bị tàn phá nặng nề nhất. Việc này giúp ông sử dụng tối đa lực lượng lao động, và tối đa hóa sản lượng dệt may và nông nghiệp. Thành Tổ tuy là người tàn bạo nhưng trong những năm ông trị vì, dân số đã khôi phục và phát triển, số lượng người chết vì đói rét rất ít.
Thành Tổ khác với phụ hoàng Thái Tổ, cho mở cửa giao thương, xây cảng biển và cho thái giám thân tín gốc người Hồi Trịnh Hòa thực hiện các chuyến du hành để tìm các đối tác thông thương và khám phá các vùng đất mới. Điều này đã tăng thêm thu nhập cho đế quốc, phục vụ cho các công trình xây dựng tốn kém và các cuộc chinh phạt quy mô.

### Các công trình xây dựng

#### Tái thiết Đại Vận Hà
Trong những năm ông trị Minh Thành Tổ vì công trình Đại Vận hà gần như đã được hoàn thành và Đại Vận hà được dùng để di chuyển các hàng hóa nhập khẩu đến từ khắp nơi trên thế giới. Việc này cũng giúp cho giao thông phát triển, lương thực từ phía nam có thể dễ dàng vận chuyển ra phía bắc đảm bảo cho các cuộc chinh phạt Mông Cổ của hoàng đế.

#### Dời kinh đô về Bắc Kinh và xây dựng Tử Cấm Thành
Việc tiếp theo của Minh Thành Tổ là muốn dời đô về phía bắc mà kinh đô chính là Bắc Bình, thủ phủ cũ của ông khi còn là Yên vương, mặc dù vấp phải nhiều sự phản đối của các đại thần, phần nhiều là do tổ huấn của vua cha Thái Tổ phải định đô ở Kim Lăng để tránh sự xâm lược từ Nhung Địch phía bắc. Nhưng sau khi được một số tướng lĩnh khuyên can rằng Kim Lăng nằm ở vị trí dễ bị công phá bởi pháo binh và không tin tưởng vào hệ thống phòng thủ của thành phố do nhìn vào tấm gương của Minh Huệ Đế, cộng thêm tư tưởng: "Thiên tử thủ biên cương", Vĩnh Lạc vẫn quyết định dời đô về Bắc Bình và cho đổi tên là Bắc Kinh (hay Yên Kinh) còn Kim Lăng đổi thành Nam Kinh. Nam Kinh vẫn có Lục bộ riêng và được trấn thủ bởi em vợ của hoàng đế, con trai út của đại tướng khai quốc Từ Đạt. Ở Bắc Kinh, Minh Thành Tổ cho thực hiện một mạng lưới công trình đồ sộ, một nơi mà có thể đặt được các cơ quan chính phủ và là nơi cư trú cho các thành viên hoàng thất. Để thực hiện công trình này Minh Thành Tổ đã cho huy động hơn 10 vạn dân phu, và hoàn thành Tử Cấm thành sau 13 năm (1407-1420), trở thành thủ đô cho hai đế quốc Minh-Thanh trong 500 năm tiếp theo.
Trong khi Minh Thái Tổ muốn bản thân và con cháu được chôn ở Hiếu lăng, Nam Kinh thì việc dời đô của Thành Tổ đã làm xuất hiện một việc cấp thiết là phải kiến tạo một lăng mộ hoàng gia mới. Sau khi được cố vấn bởi các thầy địa lý phong thủy, Minh Thành Tổ chọn một vùng đất phía bắc thành Bắc Kinh làm nơi xây dựng mộ phần của mình và các hoàng đế tiếp theo. Trong hơn 200 năm tiếp theo, 13 vị hoàng đế Nhà Minh đã được chôn cất tại đây.

### Văn hóa
Năm Vĩnh Lạc thứ 2 (1403), Thành Tổ cho người biên soan một bộ bách khoa toàn thư, lấy tên là Vĩnh Lạc đại điển, với chủ biên là Thủ phụ đầu tiên của Nhà Minh là Giải Tấn, một học giả tài danh đương thời cùng với 147 học giả khác. Bộ sách được biên soạn với mục đích gìn giữ bảo vệ văn hóa và văn học Trung Quốc bằng chữ. Đến năm 1408, bộ sách được hoàn thành, trở thành bách khoa toàn thư đầu tiên của thế giới và là bộ sách đồ sộ nhất của thể loại này, tuy nhiên vì quá to lớn, nên bộ sách không được in ra mà chỉ có một bản duy nhất, đến nay đã gần như mất dần với thời gian.
Minh Thành Tổ còn là người khoan dung với các tư tưởng triết học khác với mình (nhà vua là người theo đạo Khổng Mạnh), đối xử bình đẳng với các tôn giáo Phật-Đạo-Nho. Mặc dù các nho sinh đương thời xem ông là kẻ đạo đức giả, việc đối xử khoan dung và bình đẳng tôn giáo đã giúp ông có được sự yêu quý của nhân dân, củng cố sự thống nhất đế quốc. Việc xem trọng văn hóa truyền thống đã dấy lên làn sóng căm ghét văn hóa Mông Cổ còn sót lại ở Trung Quốc, hoàng đế xem việc ăn mặc, đặt tên, nói năng như người Mông Cổ là rác rưởi và ra lệnh cấm tiệt. Đạo Hồi dưới triều ông cũng rất phát triển, nhà vua đã ra lệnh xây thêm 2 nhà thờ Hồi giáo để truyền giáo. Ông được nhân dân đương thời gọi là "Vị Phật năng động".

### Triệt phiên
Sau khi lên ngôi, nhận biết được tác hại của các phiên vương đối với hoàng quyền mà chính bản thân mình là ví dụ điển hình và thành công nhất, Thành Tổ quyết tâm triệt phiên. Nhưng rút được bài học từ Minh Huệ Đế triệt phiên quá vội vàng, thậm chí là mất hết nhân tính khi tru diệt nhiều phiên vương và không cân nhắc các biện pháp quân sự tương xứng, cũng như không muốn đế quốc mới thống nhất lại bị chia cắt và tàn phá bởi thêm một cuộc nội chiến nữa, Thành Tổ sử dụng các biện pháp vỗ về an ủi các vương ngoài mặt nhưng ngấm ngầm thực hiện các mưu đồ suy yếu các phiên. Các phiên vương dần bị bãi bỏ binh quyền và thu giảm đất phong trong suốt thời kỳ trị vì của Thành Tổ. Cuối cùng các phiên vương trở thành những kẻ sống xa hoa lãng phí, ăn no nằm chờ chết và trở thành gánh nặng của đế quốc.
Ninh Vương Chu Quyền, người em thứ 17 của Thành Tổ, vốn là một đồng minh trung thành và góp nhiều công lao trong việc giành lấy ngai vàng cho vua anh. Lực lượng của Ninh Vương là mạnh nhất sau Yên Vương thời đó, nên Thành Tổ lúc khởi sự đã hứa khi sự thành sẽ cùng hưởng chung thiên hạ với Ninh Vương. Tuy nhiên khi lên ngôi, nhà vua đã ép Ninh Vương phải rời bỏ đất phong và chuyển về một vùng đất nghèo nàn hơn và bị bãi bỏ binh quyền. Ninh Vương chết trong uất ức, còn con cháu ông cũng mang lòng bất mãn với triều đình. Đỉnh điểm là hậu duệ Chu Thần Hào của Ninh Vương nổi binh làm phản dưới thời Chính Đức của Minh Vũ Tông, tuy nhiên đã bị đàn áp và thất bại, dòng dõi của Ninh Vương bị giết hết và biến mất.

### Trị an
Khi thành Nam Kinh bị phá, Minh Huệ Đế đốt cung điện và Thành Tổ sai người tìm thấy một xác chết cháy đen không nhận biết được nên Thành Tổ nghi ngờ rằng Huệ Đế dùng kế kim thiền thoát xác và đang lẩn trốn trong dân gian. Thành Tổ lên ngôi lập tức hạ lệnh tái lập cơ quan mật vụ đầy tai tiếng dưới thời cha mình là Cẩm Y Vệ. Nhiệm vụ của Cẩm Y Vệ là bắt giữ và tra tấn các quan viên trung thành với Minh Huệ Đế, giám sát và có quyền bắt giữ các quan viên bị nghi ngờ là mang lòng phản nghịch, nhưng trọng yếu nhất là tìm và diệt "Kiến Văn dư đảng" bao gồm cả Huệ Đế dù sống hay chết. Cẩm Y Vệ được Thành Tổ giao cho một tướng lĩnh thân cận đã lập được nhiều công lao trong Tĩnh Nan chi dịch là Kỷ Cương làm Cẩm Y Vệ Chỉ huy sứ. Kỷ Cương ỷ được Thành Tổ yêu quý nên hoành hành ngang ngược, không việc ác nào không làm, thậm chí còn lén sai người chọn trong các tú nữ dâng lên cho hoàng đế để cướp những người đẹp nhất về cho mình.
Trái ngược với cha mình là Thái Tổ và người tiền nhiệm là Huệ Đế, những người mang ác cảm với hoạn quan, còn treo bảng hoạn quan can chính thì giết không tha, Thành Tổ lại cực kỳ tín nhiệm hoạn quan. Trước sự biến Tĩnh Nan, nhiều hoạn quan bị Huệ Đế ngược đãi đã bán tin mật của triều đình cho Thành Tổ và cuối cùng giúp ông chiếm được Nam Kinh. Khi Kỷ Cương dính vào án mưu phản, liền xin Thành Tổ niệm tình công lao bao năm nay, xin được chịu chết một mình và xin hoàng đế tha cho cả họ. Thành Tổ ban đầu cũng mủi lòng, nhưng khi nghe bọn tay chân của Kỷ Cương báo lại các việc làm của hắn trong đó có việc cướp tú nữ, Thành Tổ giận lắm, sai người tru di hết chín họ của Kỷ Cương, bản thân Kỷ Cương và đứa cháu bị lăng trì cắt từng miếng thịt. Qua sự việc này, Thành Tổ thấy Cẩm Y Vệ quyền hành lớn quá, che cả tai mắt nhà vua nên quyết định lập thêm một cơ quan mật vụ nữa để phân quyền với Cẩm Y Vệ.
Năm Vĩnh Lạc thứ 18 (1420), Thành Tổ cho thành lập Đông Tập Sự xưởng, gọi tắt là Đông Xưởng, do một hoạn quan thân tín đứng đầu, gọi là Xưởng công. Đông Xưởng cũng có nhiệm giám sát bách quan, truy bắt và tiêu diệt các phần tử phản nghịch với thêm một nhiệm vụ trọng yếu nữa là cùng Cẩm Y Vệ giám sát lẫn nhau. Việc này đã mở màn cho hoạn quan bước lên vũ đài chính trị, khi các nha môn của triều đình dần rơi vào tay hoạn quan, còn các hoạn quan được phái đi trấn thủ khắp các nơi trên đất nước. Việc tranh chấp giữa Xưởng và Vệ, các quan lại sĩ lâm và lực lượng hoạn quan vô tình đã đẩy Nhà Minh vào bờ vực bất ổn rồi đến suy yếu và diệt vong, khi các quân chủ đời sau không còn đủ khả năng để kiểm soát hoàn toàn các lực lượng này. Các hoạn quan Nhà Minh đã vì lợi ích bản thân mà làm suy yếu đế quốc điển hình là Vương Chấn, Uông Trực, Lưu Cẩn và nổi tiếng nhất vì đã trực tiếp làm Nhà Minh đi đến bờ diệt vong là Ngụy Trung Hiền.

## Chính sách đối ngoại

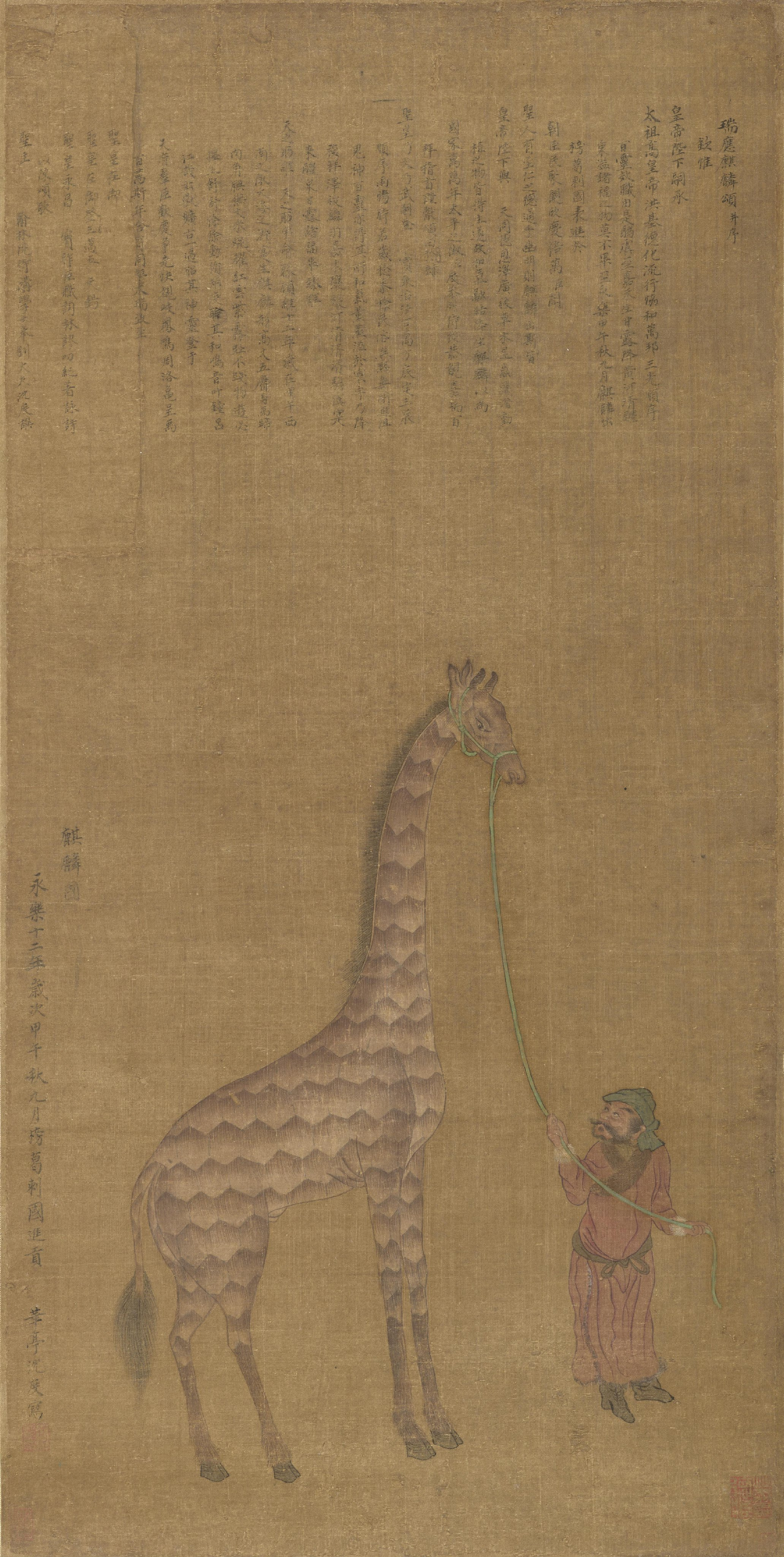
Một con hươu cao cổ châu Phi được quốc vương Bengal tặng cho Minh Thành Tổ. Theo một số thuyết thì kỳ lân được cách điệu theo con hươu cao cổ này

### Mông Cổ
Mông Cổ tuy đã bị Minh Thái Tổ đuổi ra khỏi Trung Quốc từ năm 1368 nhưng vẫn là một kình địch đáng gờm của nhà Minh. Quân Mông Cổ du mục vẫn còn gây ra một số bất ổn cho Nhà Minh. Thành Tổ đã chuẩn bị để loại trừ mối đe dọa này. Ông sửa chữa hệ thống phòng thủ phía Bắc và xây dựng đội quân liên minh ở vùng đệm với Mông Cổ. Chiến lược của ông là buộc người Mông Cổ vào phụ thuộc kinh tế vào Trung Quốc và tiến hành tiến đánh định kì vào Mông Cổ để làm tê liệt sức mạnh của họ. Ông thậm chí còn thành công trong việc buộc Mông Cổ trở thành chư hầu của nhà Minh, và tiến hành cô lập người Mông Cổ. Các cuộc chinh phạt này đã giúp biên giới nhà Minh được mở rộng và trong lần chinh phạt thứ 2 đã giúp cho Đại Minh có được hòa bình ở phía bắc trong 7 năm. Ông thực hiện 5 cuộc viễn chinh vào sa mạc Gobi và Siberia và nghiền nát những tàn tích còn sót của nhà Nguyên, sau khi họ đã bỏ chạy xa về phía bắc, diễn ra từ năm 1410 đến năm 1424.

#### Bắc phạt lần thứ nhất
Nhà Minh gửi sứ giả đến Đông Mông Cổ, yêu cầu thần phục và cống nạp. Nhưng, Bunyashiri, thủ lĩnh Đông Mông Cổ cho chém sứ giả. Ngược lại, Mahmud của Ngõa Lạt (Tây Mông Cổ) lại cho sứ thần đến cống nạp cho nhà Minh vào năm 1408. Nhà Minh đã lợi dụng mối quan hệ này để chống lại Đông Mông Cổ.
Tháng ba năm 1410, Thành Tổ thống lĩnh 10 vạn quân tiến đánh Đông Mông Cổ. Bunyashiri muốn bỏ chạy, nhưng Arughtai không đồng ý nên hai thủ lĩnh Mông Cổ mang theo quân của mình đi theo 2 hướng khác nhau. Quân Minh đuổi theo Bunyashiri, đánh bại và tiêu diệt gần hết đội quân này, tuy nhiên Bunyashiri trốn thoát với một số cận vệ. Sau đó, quân Minh đuổi theo và đánh bại Arughtai, còn Arughtai cũng trốn thoát được quân Minh. Thành Tổ trở về Bắc Kinh vào tháng 9.
Arughtai sau khi bị đánh bại, vì sợ sức mạnh quân sự của Nhà Minh và muốn có hàng hóa qua buôn bán nên đồng ý thần phục và cống nạp cho Nhà Minh. Còn Bunyashiri bị quân Ngõa Lạt bắt và giết vào năm 1412.

#### Lần thứ hai
Triều đình nhà Nhà Minh ngày càng coi thường và có thái độ tiêu cực với Ngõa Lạt. Minh Thành Tổ từ chối khen thưởng cho Mahmud và quân Ngõa Lạt, những người đã chiến đấu chống lại Bunyashiri và Arughtai. Mahmud ngày càng tức giận vì bị coi thường bởi vua Minh và đã bắt giữ sứ đoàn Nhà Minh, nên Vĩnh Lạc phải phái một hoạn quan đến đảm bảo an toàn và phóng thích cho sứ đoàn.
Cảm thấy bị đe dọa, Mahmud đã huy động 3 vạn quân Ngõa Lạt Mông Cổ tiến đến sông Kerulen chống lại Nhà Minh vào năm 1413. Cuối năm đó, Arughtai thông báo cho Nhà Minh là Mahmud đã vượt sông Kerulen chuẩn bị khai chiến với quân Minh. Tháng 4 năm 1414, Vĩnh Lạc xuất quân khỏi Bắc Kinh để đối đầu với Ngõa Lạt. Quân Minh tiến đến Kerulen, và gặp phải quân Ngõa Lạt ở thượng nguồn sông Tula. Quân Ngõa Lạt bị choáng với các cuộc pháo kích của quân Minh nên bị tổn thất nghiêm trọng và buộc phải rút lui. Mahmud trốn thoát cùng với Delbek, một khả hãn bù nhìn. Vĩnh Lạc khải hoàn về Bắc Kinh vào tháng 8.
Arughtai viện cớ bị bệnh nên không tham gia cuộc chiến, còn Mahmud muốn nối lại hòa bình với Nhà Minh, mặc dù Vĩnh Lạc nghi ngờ sự trung thực của Mahmud. Dù sao, vào năm 1416, Mahmud và Delbek đã bị Arughtai tấn công và giết chết.

#### Lần thứ ba
Arughtai muốn nhận được phần thưởng của mình vì đã cung cấp tình báo cho quân Minh. Tuy nhiên, Vĩnh Lạc chỉ ban cho Arughtai và mẹ mình tước hiệu chứ không phải các đặc quyền kinh tế. Việc này khiến Arughtai ngày càng thù địch Nhà Minh và bắt đầu tấn công các thương đoàn phía bắc Trung Quốc. Năm 1421, Arughtai ngừng gửi cống nạp cho Nhà Minh. Năm 1422, Arughtai tấn công và phá hủy một vài pháo đài phía bắc Nhà Minh. Việc này đã buộc Nhà Minh phải chuẩn bị cho cuộc chinh phạt thứ 3.
Ở triều đình Nhà Minh, các đại thần của Minh Thành Tổ khuyên can ông không nên động binh vì quốc khố sẽ trở nên trống rỗng. Vĩnh Lạc bỏ ngoài tai những lời này, trong số các vị thượng thư khuyên can, 1 người tự sát còn 2 người thì bị bỏ ngục.
Tháng 4 năm 1422, Minh Thành Tổ khởi 23 vạn đại quân từ Bắc Kinh tiến đến Dolon, nơi Arughtai đang đóng trại. Quân Minh gây hoảng sợ cho Arughtai, kẻ bị buộc phải tránh giao chiến với quân Minh và rút vào thảo nguyên. Quân Minh đáp trả bằng các cuộc cướp bóc vào trại của Arughtai. Tình huống bực bội này đã làm cho Vĩnh Lạc chuyển hướng tấn công và cướp bóc đẫm máu sang bộ tộc Urianghai, trong khi bộ tộc này không hề dính dáng đến sự thù địch của Arughtai. Những kiểu tấn công này được lập lại trong các chiến dịch sau. Quân Minh trở về Bắc Kinh vào tháng 9.

#### Lần thứ tư
Năm 1423, Minh Thành Tổ phát động một đòn tấn công phủ đầu vào lực lượng của Arughtai vào tháng tám. Tuy nhiên Arughtai lại tránh giao chiến với quân Minh. Ésen Tugel, một tướng lĩnh của Đông Mông Cổ đã đầu hàng Nhà Minh. Quân Minh về Bắc Kinh vào tháng 12.

#### Lần thứ năm
Arughtai tiếp tục các cuộc tấn công cướp bóc vào Khai Bình và Đại Đồng. Năm 1424, Minh Thành Tổ đáp trả bằng cách phát động chiến dịch thứ 5 đánh Mông Cổ, ông tập hợp quân đội ở Bắc Kinh và Tuyên Phủ, vào tháng tư thì khởi binh đánh Arughtai. Cũng như các lần trước, Arughtai tránh giao chiến với quân Minh và lui về thảo nguyên. Các tướng lĩnh Nhà Minh đề nghị truy kích Arughtai bằng cách thọc sâu vào thảo nguyên Mông Cổ nhưng Minh Thành Tổ, lúc này đã già, cho rằng làm vậy là quá sức mình, đã hạ lệnh lui quân.

### Đại Ngu - Đại Việt

Giao Chỉ (miền Bắc Việt Nam) dưới sự chiếm đóng của nhà Minh

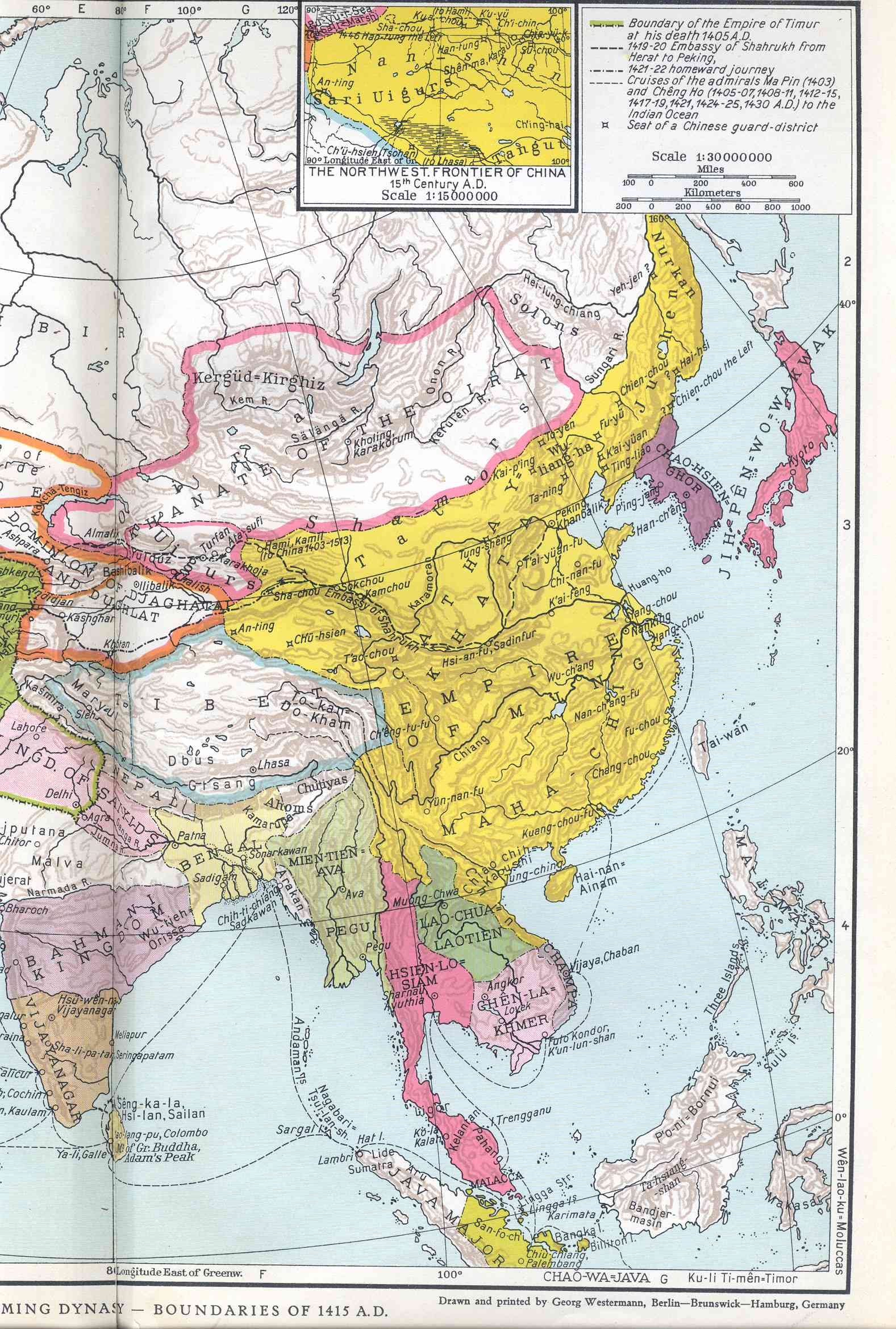
Triều Minh Trung Quốc dưới Triều đại Vĩnh Lạc (1424)

Đại Việt, với tên gọi mới Đại Ngu từ năm 1400, là một vấn đề hóc búa trong suốt Triều đại của Minh Thành Tổ. Năm 1406, Minh Thành Tổ chính thức đáp lại các thỉnh cầu từ Trần Thiêm Bình - người xưng là dòng dõi Nhà Trần đã bị Nhà Hồ lật đổ năm 1400. Ông sai tướng Hoàng Trung đem 10 vạn quân hộ tống Trần Thiêm Bình về nước. Quân Đại Ngu chặn ở biên giới nhưng bị quân Minh đánh tan; không lâu sau, một cánh quân Đại Ngu khác đánh úp quân Minh. Hoàng Trung phải nhượng bộ xin giao nộp Trần Thiêm Bình cho nhà Hồ bắt giết để được mở đường rút quân về nước.
Để đáp lại sự sỉ nhục này, Minh Thành Tổ đã sai Trương Phụ, Mộc Thạnh đem 21 vạn quân (nói phao lên thành 80 vạn) xâm lược Đại Ngu. Quân Minh liên tiếp thắng trận, bắt được vua Hồ Hán Thương và thượng hoàng Hồ Quý Ly. Nhà Hồ hoàn toàn sụp đổ vào năm 1407 và nhà Minh chính thức giành quyền đô hộ nước Việt, mở ra thời kỳ Bắc thuộc lần 4. Trung Quốc đã bắt đầu âm mưu đồng hóa một cách lâu dài. Vĩnh Lạc cho người đốt hết những sách vở, phá hủy những bia đá có khắc văn tự của người Việt, bắt những thợ thủ công có tay nghề cao người Việt thiến đi rồi đưa về Trung Quốc để phục dịch, lại đàn áp, tăng sưu thuế bắt người Việt phải phục dịch quân Minh. Nhưng những nỗ lực đó vấp phải sự kháng cự mạnh mẽ của người Việt. Nhiều cuộc nổi dậy nổ ra chống lại các bộ máy cai trị của nhà Minh. Minh Thành Tổ đã điều các tướng Mộc Thạnh, Trương Phụ sang dẹp các cuộc cuộc khởi nghĩa mà lớn nhất ban đầu là phong trào của các quý tộc nhà Trần cũ là Trần Ngỗi và Trần Quý Khoáng. Sau khi họ Trần thất bại, vào đầu năm 1418 một cuộc nổi dậy lớn do Lê Lợi khởi xướng. Do thời gian Minh Thành Tổ qua đời đúng vào năm 1424, các lực lượng người Việt dưới sự lãnh đạo của Lê Lợi đã chiếm lại gần như toàn bộ vương quốc. Năm 1427, Minh Tuyên Tông, cháu nội Minh Thành Tổ đã từ bỏ những nỗ lực bắt đầu bởi ông nội mình và chính thức thừa nhận nền độc lập của Đại Việt với điều kiện nước Đại Việt phải chấp nhận tình trạng chư hầu và phải cống nạp người vàng tượng trưng cho tướng Liễu Thăng bị giết ở ải Chi Lăng mỗi lần đi sứ. Tuy nhiên, vai trò và thanh thế của nhà Minh trong khu vực cũng từ đó mà đi xuống, bởi sự lớn mạnh của nước Việt mới ở phương Nam đã cắt đứt ảnh hưởng của nhà Minh xuống vùng Đông Nam Á.

### Timurid
Timur Lenk sau khi đã thành lập nên đế quốc Timurid của mình, bắt đầu lên kế hoạch chinh phục Trung Quốc. Vì việc này ông đã thành lập liên minh với nhà Bắc Nguyên và cho bắt giữ một phái đoàn của Nhà Minh. Tháng 12 năm 1404, Timur phát động một chiến dịch quân sự chống lại Nhà Minh, tuy nhiên quân đội của ông đã phải hứng chịu cái lạnh và dịch bệnh ở bờ sông Sihon, nơi ông đóng quân. Đó là một trong những mùa đông khắc nghiệt nhất trong lịch sử, tương truyền quân của Timur đã phải đào sâu mấy chục thước vào lòng đất để tìm nước. Bản thân Timur mất vì bệnh ở trong quân vào tháng 2 năm 1405, trước khi đến được biên giới Trung Quốc. Chiến dịch bị hủy bỏ và phái đoàn Nhà Minh được trả về.

### Tây Tạng
Năm 1403, Minh Thành Tổ cho gửi sứ giả và lễ vật đến Tây Tạng để mời Deshin Shekpa, người đứng đầu phái Kagyu, đến thăm kinh đô của mình, có vẻ như nhà vua đã mơ thấy Quán Thế Âm. Sau một chuyến hành trình dài, Deshin Shekpa tới Nam Kinh vào năm 1407, cưỡi trên một con voi thẳng tới cung điện nơi có hàng vạn nhà sư chờ để đón ông.
Deshin Shekpa khuyên hoàng đế rằng có nhiều tôn giáo khác nhau cho những người khác nhau, có nghĩa là không tôn giáo nào tốt hơn tôn giáo nào. Nhiều người còn cho rằng đã thấy điềm lành trên trời khi Deshin Shekpa ở tại Nam Kinh. Deshin Shekpa còn thực hiện một số nghi lễ cho hoàng gia. Minh Thành Tổ đã tặng ông rất nhiều vàng lụa.
Ngoài vấn đề tôn giáo, Minh Thành Tổ còn muốn thành lập một liên minh với Tây Tạng, thậm chí còn muốn gửi quân đến giúp thống nhất Tây Tạng dưới trướng của phái Kagyu nhưng Deshin Shekpa từ chối vì lúc này một phần Tây Tạng vẫn còn nằm dưới quyền những người ủng hộ Nhà Nguyên. Năm 1408, Deshin Shekpa rời khỏi Nam Kinh về Tây Tạng.

## Những cuộc thám hiểm của Trịnh Hòa
Vì mong muốn mở rộng ảnh hưởng của văn hóa Trung Hoa ra khắp thế giới, Minh Thành Tổ đã tài trợ cho các chuyến thám hiểm hoành tráng và dài hạn của Trịnh Hòa. Trong khi thuyền buôn Trung Hoa tiếp tục đến Nhật Bản, Lưu Cầu và Đông Nam Á trước và sau thời Vĩnh Lạc, các chuyến đi của Trịnh Hòa là những chuyến thám hiểm thế giới quan trọng duy nhất bằng đường biển của Trung Quốc. Chuyến thám hiểm đầu tiên do Trịnh Hòa chỉ huy khởi hành vào năm 1405, 18 năm trước khi Henry Nhà hàng hải bắt đầu các chuyến du hành khám phá của người Bồ Đào Nha. Bảy chuyến thám hiểm diễn ra từ năm 1405 đến 1433, đoàn thám hiểm đã đến các trung tâm thương mại của châu Á thời đó. Một số chiếc thuyền được coi là thuyền chèo bằng gỗ lớn nhất trong lịch sử nhân loại.
Năm 1406, Minh Thành Tổ cảm thấy kinh hãi khi người Lưu Cầu cho thiến nhiều bé trai để đưa đến phục vụ cho hoàng đế. Vĩnh Lạc trả lại những đứa bé này, nói chúng vô tội và không đáng bị như thế, lại hạ lệnh cho người Lưu Cầu sau này không được làm thế nữa. Sau cái chết của Timur, kẻ định xâm lược Trung Hoa, quan hệ ngoại giao giữa Nhà Minh và Shakhrukh, vua của Ba Tư và Transoxania đã được cải thiện đáng kể. Hai nước đã cho trao đổi các phái đoàn chính thức vào một số dịp.
Các chuyến thám hiểm của Trịnh Hòa là những thành tựu vượt bậc về kỹ thuật và công tác hậu cần của Trung Hoa. Những người thừa kế của Minh Thành Tổ, Hồng Hi và Tuyên Đức, lại cho rằng các chuyến thám hiểm này là gánh nặng với ngân khố quốc gia. Hoàng đế Hồng Hi cho chấm dứt các chuyến đi, tuy nhiên một chuyến thám hiểm cuối cùng được diễn ra vào những năm Tuyên Đức. Các hậu duệ của hoàng đế Tuyên Đức cho đè nén và hủy bỏ nhiều tư liệu, thông tin về các chuyến hải hành của Trịnh Hòa.

## Qua đời

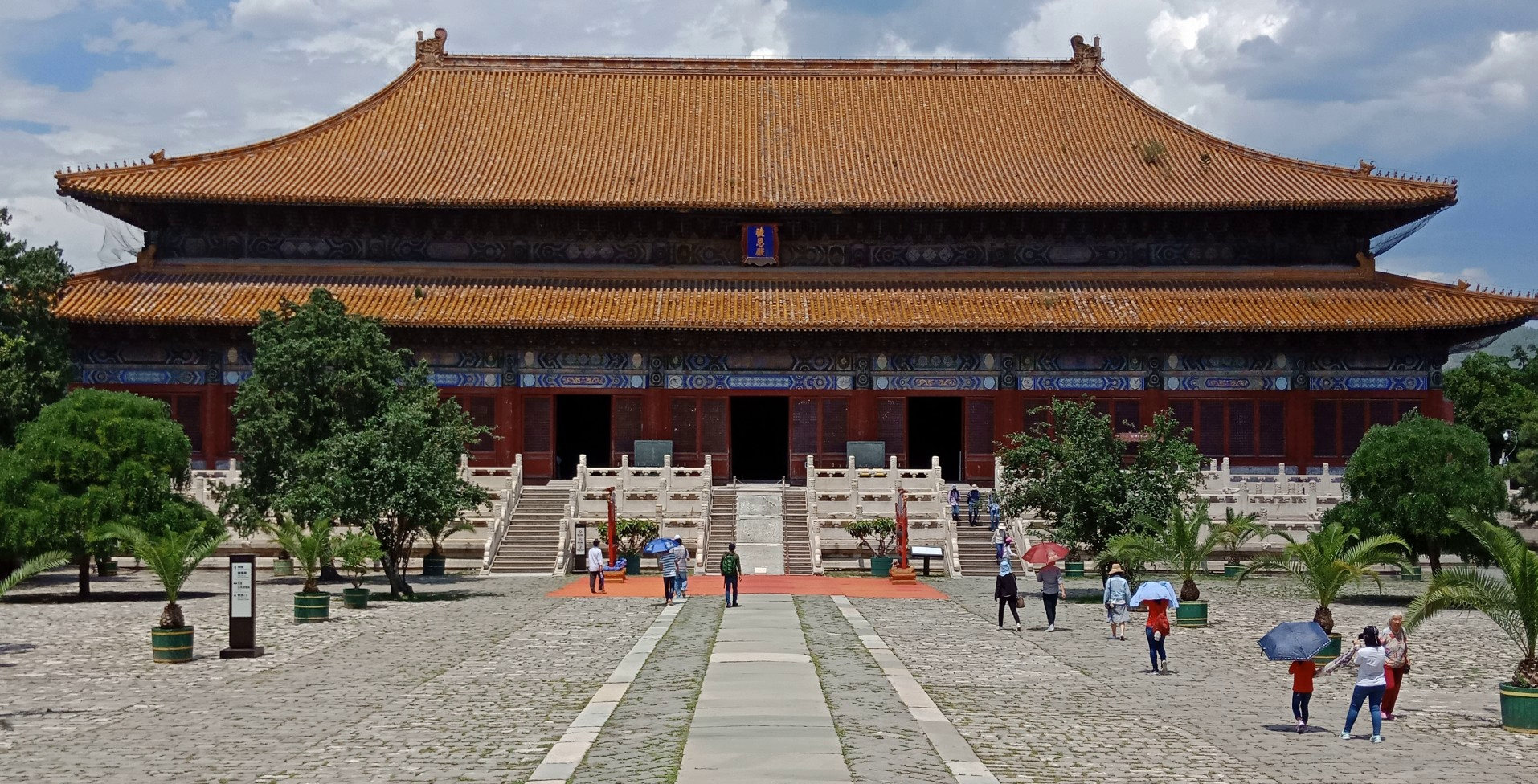
Chánh điện, toà nhà lớn nhất trong quần thể kiến trúc Minh Trường lăng, nơi đặt tượng đồng và thờ tự của Minh Thành Tổ Chu Đệ

Năm Vĩnh Lạc thứ 22 (1424), tháng 7, Minh Thành Tổ khải hoàn trở về sau cuộc Bắc chinh. Ngày 15 tháng 7 (âm lịch) năm đó, ông đột ngột bệnh nặng. Ngày thứ 16, đưa đến Du Mộc Xuyên (榆木川; nay là Đa Luân, Nội Mông Cổ), trong trạng thái hôn mê bất tỉnh. Đến ngày 18 tháng ấy, tức 12 tháng 8 dương lịch, Minh Thành Tổ qua đời ngay tại Du Mộc Xuyên, thọ 64 tuổi. Tại vị 22 năm.
Di chiếu truyền ngôi cho Hoàng thái tử Chu Cao Sí, tức Minh Nhân Tông. Khi Thành Tổ qua đời, Đại học sĩ Dương Vinh (楊榮), Thái giám Mã Khứ (馬去) bí mật không phát tang, lệnh cho Ngự Mã giám Thiếu giám Hải Thọ (海壽) bí mật hồi kinh, bẩm báo sự việc cho Hoàng thái tử, "Phụng di mệnh trì phò Hoàng thái tử". Biết tin, Thái tử phái con trai là Hoàng thái tôn Chu Chiêm Cơ (tức Minh Tuyên Tông) đi trước dẫn đường. Ngày 11 tháng 8 (âm lịch) cùng năm, Hoàng thái tôn mới đến quân doanh, tuyên bố tin tức Thành Tổ băng hà. Hoàng thái tử Chu Cao Sí kế vị, sang năm cải niên hiệu thành Hồng Hi (洪熙).
Minh Thành Tổ băng hà sau đó, Tân Hoàng đế Minh Nhân Tông đã lệnh hơn 30 cung nhân, trong đó là 16 vị phi tần của ông, phải tuẫn táng (殉葬), tức bức ép phải chết theo Hoàng đế để "hầu hạ" ở thế giới bên kia. Các vị cung nhân được lựa chọn để tuẫn táng dùng cơm tại ngoài điện, sau đó được đưa vào trong điện, lúc này "tiếng khóc của các cung nữ rung cả cung điện". Trong điện đặt 30 chiếc "giường gỗ nhỏ", những phi tần bị buộc đi vào cõi chết đó được lệnh đứng lên giường gỗ, trên đỉnh đầu họ là những sợi dây thừng để tự treo cổ đã chuẩn bị sẵn, "chui đầu vào cái vòng, đạp đổ giường, rồi nghẹt thở mà chết". Sau khi ăn cơm xong, những người này bị đưa vào điện đường, tuẫn táng cùng Hoàng đế, tiếng khóc than vang trời.
Sau khi qua đời, ông được dâng miếu hiệu là Thái Tông (太宗), thụy hiệu là Thể Thiên Hoằng Đạo Cao Minh Quảng Vận Thánh Vũ Thần Công Thuần Nhân Chí Hiếu Văn hoàng đế (體天弘道高明廣運聖武神功純仁至孝文皇帝), đến ngày 19 tháng 12 (âm lịch) thì cùng hợp táng với Nhân Hiếu Văn Hoàng hậu Từ thị tại Trường lăng (长陵). Năm Gia Tĩnh thứ 17 (1538), Minh Thế Tông Chu Hậu Thông mới sửa miếu hiệu của ông thành Thành Tổ như hiện nay, cũng cho sửa thụy hiệu đi cho phù hợp.

## Đời tư

### Lập Thái tử
Minh Thành Tổ có 4 người con trai. Sau khi lên ngôi, vì con trai út chết yểu, con trai thứ 3 Chu Cao Toại tuổi nhỏ, nên ngôi Thái tử là cuộc tranh giành giữa con trưởng Chu Cao Sí và con thứ Chu Cao Húc. Cao Sí mập mạp, hay bệnh tật, tính tình hiền lành, thích đọc sách, trái ngược với Thành Tổ nên ông không thích đứa con này. Cao Húc lại giống cha, diện mạo khôi ngô, võ nghệ giỏi giang, khi có loạn Tĩnh Nan, cầm quân một phía chống lại quân triều đình, lúc Thành Tổ gặp nguy từng lấy thân ra chắn cho cha, nên được phụ hoàng rất yêu thích.
Thành Tổ lên ngôi, muốn lập Cao Húc làm Thái tử, nhưng bị Từ Hoàng hậu và các đại thần phản đối, lý do là phải tuân theo Tổ huấn của Thái tổ là "lập trưởng không lập thứ", vả lại Cao Sí lúc chiến tranh ở hậu phương gìn giữ căn cứ, chi viện cho đại quân, công lao không kém Cao Húc, lại không phạm lỗi lầm. Thành Tổ còn do dự, các đại thần tâu rằng: "Xin hãy xem xét các cháu của hoàng thượng". Cao Húc ít con, lại đều quá nhỏ, còn Cao Sí thì đông con, con trưởng Chu Chiêm Cơ tuổi nhỏ lại gan dạ, thông minh, giỏi cả văn võ, rất được Thành Tổ yêu quý. Tương truyền 100 ngày sau khi Thái Tổ mất, lúc ấy vợ của Cao Sí đang mang thai, Chu Đệ nằm mộng thấy cha mình trao cho ông ngọc tỷ ám chỉ rằng ngôi vua sẽ thuộc về ông. Chu Đệ tỉnh dậy, cùng ngày Chiêm Cơ ra đời, Chu Đệ cho rằng đứa bé là điềm lành, khi lớn lên lại thông minh gan dạ, Chu Đệ cho rằng đứa cháu chính là Thái Tổ đầu thai nên quý lắm. Khi nghe các đại thần tâu, vua quyết định ngay, lập Cao Sí làm Thái tử.
Chu Cao Húc vô cùng uất ức, bàn mưu với Kỷ Cương - người đứng đầu Cẩm Y Vệ lúc bấy giờ đem quân tạo phản nhưng bị phát giác. Kỷ Cương bị tru di, còn Cao Húc bị bắt đến trước mặt Thành Tổ. Vua muốn giết Cao Húc, nhưng Thái tử niệm tình anh em, xin tha chết cho Cao Húc. Vua liền mắng Thái tử là đồ lòng dạ đàn bà nhưng quả thật không nỡ giết con. Chu Cao Húc phải lập lời thề độc nếu mang lòng phản nghịch nữa thì bị ném vào vạc dầu. Vua hỏi Chu Chiêm Cơ, lúc này mới hơn 10 tuổi: "Thúc thúc của con mang lòng phản. Trẫm ở đây nó không dám làm gì. Trẫm không còn nữa, nó lại mưu phản thì sao?", Chiêm Cơ đáp rằng: "Con không sợ". Vua nghe thế mới tha mạng cho Cao Húc, nhưng bị biếm đi làm Hán Vương ở Vân Nam. Sau này vào thời Tuyên Đức, Cao Húc lại làm phản, Chu Chiêm Cơ, lúc này là Minh Tuyên Tông đích thân dẫn quân đến bắt, hành quyết gia quyến Hán Vương cùng mấy trăm quan viên. Còn Cao Húc bị trói vào cột mà thiêu tới chết cho ứng với lời thề.

### Nghi án về mẹ đẻ
Sách Minh thực lục do Minh Thành Tổ Chu Đệ sau khi lên ngôi chủ trì biên soạn, cũng như các sử liệu chứng thích từ Minh sử đều nói rằng, Chu Đệ là do Mã Hoàng hậu sinh ra. Chu Đệ có ba người anh: Thái tử Chu Tiêu, Tần vương Chu Sảng, Tấn vương Chu Cương. Chu Đệ là con trai thứ 4 và bên dưới còn một người em cũng do Mã Hoàng hậu sinh ra là Chu Túc. Tuy nhiên, các văn nhân thời Minh và Thanh thì đều cho rằng, chính sử đã "bịa chuyện", và mẹ ruột của Chu Đệ là Cống phi (碽妃), vốn là một phụ nữ người Triều Tiên và từng là phi tần của Nguyên Thuận Đế.
Theo Minh sử, 5 người con trai của Minh Thái Tổ đều do Mã Hoàng hậu sinh ra. Tuy nhiên dựa vào việc Chu Đệ sinh vào ngày 17 tháng 4 (âm lịch) năm Chí Chính thứ 20 (1360), và Hoàng ngũ tử Định vương Chu Túc sinh vào ngày 9 tháng 7 (âm lịch) sang năm (1361), chỉ 1 năm mà tới 2 người con, đấy là cơ sở nghi vấn liệu Mã Hoàng hậu có thực sự là sinh mẫu của các hoàng tử của Chu Nguyên Chương, và có nghi ngờ toàn bộ cả 5 không do Mã Hoàng hậu sinh ra. Sách Tội duy lục (罪惟錄) của người Minh ghi chép lại đương thời, song đã từng nhắc đến "Có người nói Cao Hoàng hậu không con", chứng tỏ việc này đã sớm bị người Minh hoài nghi, chưa nói đến về sau. Bên cạnh đó, Phụng sứ lục (奉使录) của người Triều Tiên đương thời cũng ghi lại nhận định Chu Đệ không phải do Mã Hoàng hậu sinh ra. Theo đó, những ghi chép về Cống phi không còn nhiều, song nhiều người cho rằng, là một hậu phi trong hậu cung nhà Nguyên của Nguyên Thuận Đế, được Minh Thái Tổ Chu Nguyên Chương giữ lại làm chiến lợi phẩm sau khi đuổi được nhà Nguyên ra khỏi Trung Quốc.
Đối với quan niệm Cống phi là mẹ của Chu Đệ, có rất nhiều người nhận định và tin tưởng. Một tài liệu khác gọi là Nam Kinh Thái thường chí (南京太常志) ghi lại cụ thể: ["Thần vị ở Hiếu lăng, bên Tả là một người Thục phi họ Lý, sinh Ý Văn Thái tử (Chu Tiêu), Tần Mẫn vương và Tấn Cung vương. Bên Hữu là vị Cống phi, sinh Thành Tổ Văn Hoàng đế, Tôn Quý phi, sinh Chu vương"; 孝陵神位，左一位淑妃李氏，生懿文太子、秦愍王、晉恭王。右一位碽妃，生成祖文皇帝，孫貴妃生周王。]. Nhưng thời điểm cả nhà Lý Thục phi đến cậy nhờ Chu Nguyên Chương, thì Chu Tiêu đã được sinh ra trước đó 1 năm. Sách Tĩnh Chí cư thi thoại (靜志居詩話) của Chu Di Tôn (朱彝尊), cuốn 13, nhan đề Thẩm Nguyên hoa điều (沈元華條) có viết: ["Phụng Tiên Miếu chế (Nam Kinh Thái Miếu Phụng Tiên điện), cao về phía mặt Nam, chư Phi đều ở phía Đông, riêng phía Tây chỉ chừa 1 vị Cống phi, cứ theo Nam Kinh Thái thường chí. Cao hậu sinh thời thiện lương nhưng chưa từng có mang, dẫu cho Trường lăng (ý nói Chu Đệ), đến Ý Văn Thái tử cũng không phải Hậu sinh ra"; 奉先廟制（南京太廟奉先殿）高後南面，諸妃盡東列，西序惟碽妃一人，具載南京太常寺志。善高后從未懷妊，豈惟長陵，即懿文太子亦非后生也。]. Tuy nhiên Cống phi theo ghi chép là đến Trung Quốc vào năm 1365, mùa xuân, khi Chu Đệ đã 5 tuổi, thật sự khó có thể xem là mẹ đẻ. Bên cạnh đó, "Thái thường tự chí" được nhắc đến bên trên, phần nhiều đã được chứng minh là bóp méo sai sự thực, và người bóp méo là Trương Đình Ngọc, khi soạn sử Minh nhưng "hư hư thực thực" biên vào các ký lục truyền miệng.
Một học giả khác là Lưu Kế Trang (劉繼莊) nhận định mẹ đẻ của Chu Đệ là người Mông Cổ, dựa theo Quảng Dương tập ký (廣陽雜記) của ông ghi lại: ["Sinh mẫu của Minh Thành Tổ là Ung thị, người Hoằng Cát Lạt Mông Cổ, nguyên là Nguyên Thuận Đế phi, có sự chuyện lạ bên trong"; 明成祖母為甕氏，蒙古弘吉剌人，以其為元順帝妃，故隱其事。]. Tuy nhiên, việc nhà Minh đem quân áp đảo và đánh vào nhà Nguyên diễn ra năm 1368, Chu Đệ khi ấy đã 9 tuổi.

## Gia quyến
- Cha: Minh Thái Tổ Chu Nguyên Chương.
- Mẹ: Hiếu Từ Cao hoàng hậu Mã thị, người ở Túc Châu, kết tóc thê tử của Minh Thái Tổ. Có thuyết Thành Tổ là con một phi tần vô danh, sau được Hoàng hậu nhận nuôi dưỡng.
- Hậu phi:

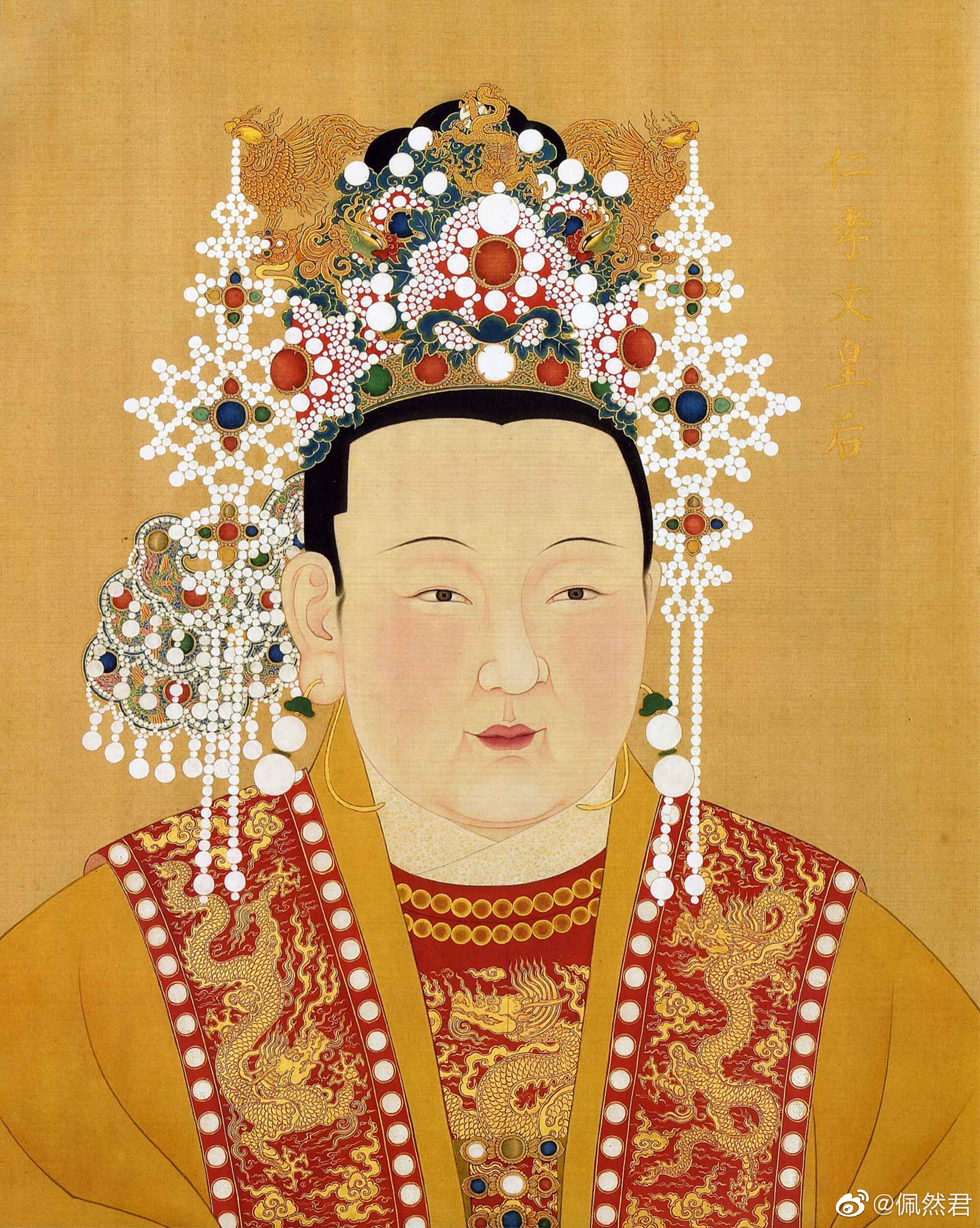
Nhân Hiếu Văn Hoàng hậu Từ thị

1. Nhân Hiếu Văn hoàng hậu Từ thị (仁孝文皇后徐氏, 1362 - 1407), con gái của đại danh tướng Từ Đạt. Sinh hạ Minh Nhân Tông Chu Cao Sí, phế Hán vương Chu Cao Húc và Triệu Giản vương Chu Cao Toại
2. Chiêu Hiến Quý phi Vương thị (昭献贵妃王氏, ? - 1420), người Tô Châu, Giang Tô. Sơ phong Chiêu dung (昭容), sau phong Quý phi. Bà tư sắc diễm lệ, thông hiểu lễ nghĩa, rất được Từ Hoàng hậu và Thành Tổ tín nhiệm. Sau khi Từ Hoàng hậu qua đời, bà xử lý hết mọi việc trong cung, được các Hoàng tử, Vương hầu và Công chúa kính nể như đích mẫu. Sau khi qua đời, an táng trọng thể theo lễ của Hồng Vũ Đế Thành Mục Quý phi; Thái tử Chu Cao Sí đích thân để tang phục.
3. Chiêu Ý Quý phi Trương thị (昭懿貴妃張氏), người Hà Nam, con gái của Hà Giang Trung Vũ vương Trương Ngọc (張玉)c, nhập cung năm Vĩnh Lạc thứ 7 (1409) sách phong Quý phi , về sau không rõ.
4. Cung Hiến Hiền phi Quyền thị (恭献贤妃权氏, 1391 - 1410), còn gọi Hiển Nhân phi (显仁妃), người Triều Tiên, thuộc dòng họ An Đông Quyền thị (安東權氏), cha là Quyền Vĩnh Quân (权永均). Tư sắc diễm mỹ đặc biệt, xưng là Đệ nhất quốc sắc, cực kỳ đắc sủng. Năm 1409, được gả nhập cung, khi đó 18 tuổi. Bà được Thành Tổ lập tức sủng ái, phong làm Hiền phi (贤妃). Tùy giá Thành Tổ bắc chinh thì qua đời ở Lâm Thành.
5. Trung Kính Chiêu Thuận Hiền phi Dụ thị (忠敬昭順賢妃喻氏, ? - 1421)
6. Khang Mục Ý Cung Huệ phi Ngô thị (康穆懿恭惠妃吳氏 , ? - 1424) , là thị thiếp hầu Thành Tổ từ tiềm để , mất trước khi Thành Tổ đăng cơ , sinh hạ hoàng tử Chu Cao Tuấn. Tuẫn táng , truy phong Huệ phi.
7. Cung Thuận Vinh Mục Lệ phi Trần thị (恭順榮穆麗妃陳氏 , ? - 1424) , cha là Ninh Dương hầu Trần Mậu (陳懋) , nhập cung năm Vĩnh Lạc thứ 20 (1422) , tuẫn táng khi chưa được hai mươi tuổi.
8. Đoan Tĩnh Cung Huệ Thục phi Dương thị (端靜恭惠淑妃楊氏)
9. Cung Hòa Vinh Thuận Hiền phi Vương thị (恭和榮順賢妃王氏)
10. Chiêu Huệ Cung Ý Thuận phi Vương thị (昭惠恭懿順妃王氏)
11. Huệ Mục Chiêu Kính Thuận phi Tiền thị (惠穆昭敬順妃錢氏)
12. Khang Huệ Trang Thục Lệ phi Hàn thị (康惠莊淑麗妃韓氏; ? - 1424), người Triều Tiên, xuất thân Thanh Châu Hàn thị (清州韓氏). Cha là Hàn Vĩnh Thái (韩永矴), có cháu gái là Chiêu Huệ vương hậu Hàn thị; em gái là Hàn Quế Lan (韓桂蘭) là nữ quan dưới thời Minh Tuyên Tông[11]. Bị liên lụy trong vụ mưu sát Thành Tổ , giam trong cung cấm , không được ăn uống nhiều ngày, sau đó thì bị tuẫn táng cùng Minh Thành Tổ.
13. Khang Tĩnh Trang Hòa Huệ phi Thôi thị (康靖莊和惠妃崔氏; 1395 - 1424), người Triều Tiên, cha là Phó Ti chánh Thôi Đắc Phi (崔得霏). Nguyên là cung nữ , năm Vĩnh Lạc thứ 7 (1409) sách phong Mỹ nhân (美人). Bị tuẫn táng cùng Minh Thành Tổ , truy phong Huệ phi.
14. An Thuận Huệ phi Long thị (安順惠妃龍氏)
15. Chiêu Thuận Đức phi Lưu thị (昭順德妃劉氏)
16. Khang Ý Thuận phi Lý thị (康懿順妃李氏)
17. Huệ Mục Thuận phi Quách thị (惠穆順妃郭氏)
18. Trinh Tĩnh Thuận phi Trương thị (貞靜順妃張氏)
19. Thuận phi Nhậm thị (順妃任氏, 1392 - 1421) , năm Vĩnh Lạc thứ 7 (1409) phong Thuận phi (順妃) , người Triều Tiên, tuẫn táng
20. Chiêu nghi Lý thị (昭儀李氏, 1392 - 1421), người Triều Tiên ,con gái của Cung An phủ Phán quan Lý Văn Mệnh (李文命) , năm Vĩnh Lạc thứ 7 (1409) phong Chiêu nghi (昭仪) , tuẫn táng
21. Tiệp dư Lữ thị (婕妤呂氏, 1393 - 1413), người Triều Tiên, con gái của Hộ quân Lữ Quý Chân (吕贵真) , năm Vĩnh Lạc thứ 7 (1409) phong Tiệp dư (婕妤) , cha bà cũng thăng chức Tứ phẩm Quang lộc tứ khanh. Bị vu oan hạ độc Cung Hiến Hiền phi Quyền thị bằng thạch tín , Lữ Tiệp dư bị tra tấn rồi xử tử , gia đình cũng bị cầm tù sau đó được thả.
22. Hoàng thị (王妃黄氏 , 1401 - 1421) , người Triều Tiên , có cha là Hoàng Hà Thân (黄河信) , tư sắc diễm mỹ , nhập cung cùng lúc với Hàn Lệ phi , không rõ danh vị , trước khi nhập cung tư thông với anh rể Kim Đức Chương (夫金德) và nam nhân tên Lệ Đẳng (隷等) , tuẫn táng.
23. Trịnh phi (隷等 , 1392 - 1421) , người Triều Tiên , năm Vĩnh Lạc thứ 9 (1411) nhập cung , không rõ danh vị , tuẫn táng.
24. Mỹ nhân Thôi thị (美人崔氏), người Triều Tiên
25. Cung Vinh mỹ nhân Vương thị (恭榮美人王氏)
26. Cảnh Huệ mỹ nhân Lô thị (景惠美人盧氏)
27. Trang Huệ mỹ nhân (莊惠美人)
28. Một số ngự thiếp không rõ phong hiệu , một vài trong số đó bị tuẫn táng.

### Hoàng tử
| TT | Họ tên              | Tước vị                             | Sinh              | Mất              | Mẹ                       | Ghi chú |
| -- | ------------------- | ----------------------------------- | ----------------- | ---------------- | ------------------------ | --- |
| 1  | Chu Cao Sí 朱高炽   | Nhân Tông Chiêu hoàng đế 仁宗昭皇帝 | 16 tháng 8, 1378  | 29 tháng 5, 1425 | Nhân Hiếu Văn hoàng hậu  | Đăng cơ vào năm 1424 |
| 2  | Chu Cao Hú 朱高煦   | Hán vương (sau bị phế) 汉王         | 30 tháng 12, 1380 | 6 tháng 10, 1426 | Nhân Hiếu Văn hoàng hậu  | Sinh thời cường tráng anh tuấn, giỏi cung kị, rất được Thành Tổ quý, từng có ý được lập Thái tử Phát động Cao Hú chi loạn (高煦之亂) nhưng bị thất bại, bị cháu ruột là Minh Tuyên Tông ban giết cùng toàn bộ gia quyến. |
| 3  | Chu Cao Toại 朱高燧 | Triệu Giản vương 趙簡王             | 19 tháng 1, 1383  | 5 tháng 10, 1431 | Nhân Hiếu Văn hoàng hậu  | Sinh thời không có gì nổi bật Tham gia Cao Hú chi loạn nhưng được Tuyên Tông tha bổng |
| 4  | Chu Cao Tuấn 朱瞻垠 | không có                            | 1392              | 1392             | Khang Mục Ý Cung Huệ phi | Chết non |

### Hoàng nữ
| TT | Tước vị                        | Sinh | Mất              | Mẹ                      | Phu quân                                                    | Ghi chú                                             |
| -- | ------------------------------ | ---- | ---------------- | ----------------------- | ----------------------------------------------------------- | --------------------------------------------------- |
| 1  | Vĩnh An Công chúa 永安公主     | 1377 | 1417             | Nhân Hiếu Văn hoàng hậu | Quảng Bình hầu Viên Dung (袁容)                             | Tên là Chu Ngọc Anh (朱玉英) Sinh được 1 trai 3 gái |
| 2  | Vĩnh Bình Công chúa 永平公主   | 1379 | 22 tháng 4, 1444 | Nhân Hiếu Văn hoàng hậu | Phú Dương hầu Lý Phượng (李让)                              |                                                     |
| 3  | An Thành Công chúa 安成公主    | 1384 | 16 tháng 9, 1443 | Nhân Hiếu Văn hoàng hậu | Tống Hổ (宋琥), con trai của Tây Ninh hầu Tống Thịnh (宋晟) |                                                     |
| 4  | Hàm Ninh Công chúa 咸宁公主    | 1385 | 27 tháng 7, 1440 | Nhân Hiếu Văn hoàng hậu | Tống Anh (宋瑛), con trai của Tây Ninh hầu                  |                                                     |
| 5  | Thường Ninh Công chúa 常宁公主 | 1387 | 5 tháng 4, 1408  | không rõ                | Mộc Hân (沐昕), con trai của Tây Bình hầu Mộc Anh (沐英)    |                                                     |